# Marie
Marie je ženské křestní jméno, jež má hebrejský původ, a sice ve jméně Mirjam, jež je též přepisováno jako Miriam. V Bibli se jméno objevuje i v řecké podobě Maria (Μαρία). Patrně nejznámější biblickou nositelkou tohoto jména je Panna Marie, matka Ježíše. Někteří badatelé přisuzují jménu egyptský původ a odvozují jej ze slov meri Amun, což doslova znamená „milovaná Amóna“. Nicméně jméno Marie je spojováno i s hebrejským slovem mara, což znamená „drsný“ nebo „hořký“. Jméno také může pocházet i z aramejštiny. Marie, respektive Marjam, by pak znamenalo „kapka moře“, ale také „krásná“ nebo „paní“. Podle českého kalendáře má Marie svátek 12. září a k roku 2014 se jednalo o nejčastěji používané české jméno.

## Zdrobněliny
Maruška, Manka, Máňa, Márinka, Marinka, Marina, Marunka, Mařena, Mařenka, Mařka, Mařenečka, Mája, Maja, Májinka, Majka, Maruš, Marienka, Máša, ale třeba i jména postaviček z dětských seriálů Mánička, Maruša

## Statistické údaje
Následující tabulka uvádí četnost jména v ČR a pořadí mezi ženskými jmény ve srovnání dvou roků, pro které jsou dostupné údaje MV ČR – lze z ní tedy vysledovat trend v užívání tohoto jména:
| Rok  | Četnost | Pořadí |
| ---- | ------- | ------ |
| 1999 | 406 747 | 1.     |
| 2002 | 385 985 | 1.     |
| 2009 | 316 559 | 1.     |

Změna procentního zastoupení tohoto jména mezi žijícími ženami v ČR (tj. procentní změna se započítáním celkového úbytku žen v ČR za roky 1999 až 2002) činilo −4,4%, což svědčí o poměrně značném poklesu obliby tohoto jména. Tento pokles pokračoval i v následujících letech.
V lednu 2006 se podle údajů ČSÚ jednalo o 16. nejčastější ženské jméno mezi novorozenci.

## Známé nositelky jména

### Svaté a blahoslavené
- Panna Maria – biblická postava, matka Ježíše Krista
- Marie Magdalena – biblická postava
- bl. Marie Gabriella Sagheddu (1914–1939) – mniška řádu cisterciaček přísné observance (trapistek)
- sv. Marie Krescencie Höss – bavorská řeholnice a mystička
- sv. Marie od Vtělení Guyart (1599–1672) – francouzská katolická řeholnice Římské unie řádu svaté Voršily
- sv. Marie od Ukřižovaného Ježíše, vl. jménem Mariam Baouardy, (1846–1878) – řeckokatolická křesťanka melchitského ritu, řeholnice, členka řádu Karmelitek, zakladatelka karmelitánského kláštera v Mangalúru v Indii a v Betlémě v Izraeli, mystička

- sv. Marie Egyptská (344–421) – poustevnice
- sv. Maria Goretti (1890–1902) – italská panna a světice
- bl. Marie Restituta Kafková (1894–1943) – rakouská řeholnice a mučednice českého původu
- bl. Marie Staszewska (1890–1943) – polská katolická řeholnice

### Panovnice, vévodkyně, princezny a šlechtičny
- Marie Leszczyńská (1703–1768) – francouzská královna
- Marie Terezie (1717–1780) – rakouská císařovna, královna česká a uherská
- Marie I. Tudorovna (1516–1558) – anglická královna
- Marie II. Portugalská (1819–1853) – portugalská královna
- Marie II. Stuartovna (1662–1694) – anglická královna, vládla spolu s manželem Vilémem III.
- Marie Adéla Francouzská (1732–1800) – dcera krále Ludvíka XV. a jeho manželky Marie Leszczyńské
- Marie d'Agoult (1805–1876) – hraběnka d'Agoult
- Marie Alexandrovna (1824–1880) – ruská carevna
- Marie Amálie Habsburská (1701–1756) – římskoněmecká císařovna, královna česká
- Marie Amálie Saská (1724–1760) – saská a polská princezna a španělská, neapolská a sicilská královna, manželka Karla III.
- Marie Anna Bavorská (1551-1608) – štýrská, kraňská a korutanská vévodkyně
- Marie Anna Josefa Habsburská (1683–1754) – rakouská arcivévodkyně, portugalská královna od roku 1708
- Marie Anna Habsburská (1634–1696) – španělská královna
- Marie Anna Rakouská (1770–1809) – rakouská arcivévodkyně, princezna a abatyše tereziánského konventu v Praze
- Marie Anna Savojská (1803–1884) – savojská princezna, královna uherská, česká, slavonská, chorvatská, dalmatská, lombardská, benátská a císařovna rakouská, manželka Ferdinanda I.Dobrotivého
- Marie Anna Španělská (1606–1646) – římskoněmecká císařovna, česká, uherská a chorvatská královna a rakouská vévodkyně
- Marie Antoinetta (1755–1793) – francouzská královna (1755–1793), dcera Marie Terezie
- Marie Antonie Rakouská (1899–1977) – rakouská arcivévodkyně a princezna, princezna uherská, česká a toskánská
- Marie Antonie Španělská (1729–1785) – španělská infantka a sardinská královna
- Marie Aragonská (1482–1517) – portulgalská královna
- Marie z Armagnacu (1420–1473) – francouzská šlechtična
- Marie z Avesnes (1280–1354) – bourbonská vévodkyně, hraběnka z La Marche a Clermont-en-Beauvaisis
- Marie Bavorská (1841–1925) – bavorská princezna a poslední královna obojí Sicílie
- Marie Beatrice Savojská (1792–1840) – savojská princezna a vévodkyně z Modeny
- Marie de Bohun (1368–1394) – první manželka krále Jindřicha IV. Anglického a matka Jindřicha V.
- Marie Bretaňská (1391) (1391–1446) – vévodkyně z Alençonu
- Marie von Brühl (1779–1836) – německá šlechtična
- Marie Burgundská (1457–1482) – dcera Karla Smělého a Isabely z rodu Bourbonů
- Marie Bytomská (1295–1317) – uherská královna
- Marie Česká (1124–1172) – rakouská a bádenská markraběnka a bavorská vévodkyně
- Marie Dánská (* 1976) – hraběnka z Monpezatu
- Marie Vladimirovna Dolgorukovová (1601–1625) – manželka ruského cara Michaila Fjodoroviče a carevna v letech 1624–1625
- Marie Edinburská (1875–1938) – rumunská královna v letech 1914–1927
- Marie Ernestina z Eggenberku (1649–1719) – česká šlechtična z rodu Schwarzenberků a manželka Jana Kristiána I. z Eggenberku
- Marie Egyptská (asi 344–421) – egyptská poustevnice a světice
- Marie Eleonora Braniborská – více osob, rozcestník
- Marie Eufrozýna Falcká (1625–1687) – falckraběnka a švédská princezna
- Marie Francouzská – více osob, rozcestník
- Marie Frederika Pruská (1825–1889) – rozená pruská princezna a provdaná bavorská královna
- Marie de Guise (1515–1560) – královna Skotska
- Marie Habsburská (1505–1558) – uherská, chorvatská a česká královna
- Marie Habsburská (1531–1581) – rakouská arcivévodkyně, uherská a česká princezna
- Marie Hannoverská (1723–1772) – britská princezna
- Marie Henrietta Stuartovna (1631–1660) – dcera anglického krále Karla I.
- Marie Hesensko-Kasselská (1767–1852) – německá princezna, manželka krále Federika VI.
- Marie Hesensko-Darmstadtská (1824–1880) – ruská carevna
- Marie ze Champagne (1174–1204) – hraběnka flanderská a henegavská a krátce také latinská císařovna
- Marie Iljinična Miloslavská (1625–1669) – manželka ruského cara Alexeje I. Michajloviče, ruská carevna v letech 1648-1669
- Marie Jindřiška Habsbursko-Lotrinská (1836–1902) – belgická královna
- Marie Jakuba Bádenská (1507–1580) – bádenská markraběnka
- Marie Jindřiška Rakousko-Těšínská (1883–1959) – rakouská arcivévodkyně
- Marie Josefa Habsburská (1699–1757) – polská královna, velkokněžna litevská, saská kurfiřtka
- Marie Josefa z Harrachu (1727–1788) – hraběnka z rodu roravských Harrachů a kněžna z Lichtenštejna
- Marie Josefa Bavorská (1739–1767) – manželka Josefa II.
- Marie Josefa Belgická (1906–2001) – italská královna
- Marie Josefa Habsbursko-Lotrinská (1751–1767) – dcera Marie Terezie
- Marie Josefa Saská – více osob, rozcestník
- Marie Josefína Savojská (1753–1810) – titulární francouzská a navarrská královna
- Marie Justina ze Schwarzenbergu (1618–1681) – šlechtična štýrského původu a manželka Jana Adolfa I. ze Schwarzenberku
- Marie Karolína Habsbursko-Lotrinská (1752–1814) – dcera Marie Terezie
- Marie Karolína Rakouská (1825–1915) – rakouská arcivévodkyně a manželka arcivévody Rainera Ferdinanda
- Marie Karolína Josefa Šporková (1752–1799) – česká šlechtična z rodu Šporků
- Marie Kazimíra d’Arquien (1641–1716) – polská královna a velkokněžna litevská
- Marie Kastilská (1401–1458) – aragonská a neapolská královna z dynastie Trastámara
- Marie Kirillovna Ruská (1907–1951) – ruská velkokněžna
- Marie, kněžna lichtenštejnská – dcera hraběte Ferdinanda Karla Kinského z Vchynic a Tetova a Henriety
- Marie Klementina Habsbursko-Lotrinská (1798–1881) – rakouská arcivévodkyně a princezna česká, uherská a chorvatská
- Marie Klementina Habsbursko-Lotrinská (1777–1801) – rakouská arcivévodkyně a princezna česká, uherská a chorvatská
- Marie Komnenovna (1144–1190) – manželka uherského vzdorokrále Štěpána IV.
- Marie Komnenovna (1154–1208) – jeruzalémská královna, paní z Nábulusu a pravnučka císaře Manuela
- Marie Kristina Habsbursko-Lotrinská (1742–1798) – dcera Marie Terezie
- Marie Kristýna Rakouská (1858–1929) – španělská královna
- Marie Kristýna Neapolsko-Sicilská (1779–1849) – sardinská královna a dcera sicilského a neapolského krále Ferdinanda III./IV.
- Marie Kristýna Neapolsko-Sicilská (1806–1878) – španělská královna a manželka Ferdinanda VII.
- Marie Laskarina (1206–1270) – dcera císaře Theodora I. Laskarise a jeho ženy Anny Angely Komneny, manželka uherského kralevice Bély IV.
- Marie Gabriela Lažanská z Bukové (1690–1758) – česká šlechtična a abatyše pražského ústavu šlechtičen
- Marie Leopoldina Habsbursko-Lotrinská (1797–1826) – dcera římskoněmeckého císaře Františka II. a jeho druhé manželky Marie Terezy Neapolsko-Sicilské
- Marie Leopoldina ze Šternberka (1733–1809) – hraběnka ze Šternberka, kněžna z Lichtenštejna
- Marie Leopoldina Tyrolská (1632–1649) – římskoněmecká císařovna, česká, uherská a chorvatská královna a rakouská vévodkyně
- Marie Leszczyńská (1703–1768) – dcera polského krále Stanislava Leszczyńského a jeho ženy Kateřiny Opalińské, manželka francouzského krále Ludvíka XV.
- Marie Louisa hraběnka Larischová-Wallersee (1858–1940) – dcera Ludvíka Viléma Bavorského z rodu Wittelsbachů a jeho ženy Henriette Mendelové
- Marie Louisa Orleánská (1662–1689) – španělská královna
- Marie Ludovika Beatrix z Modeny (1787–1816) – rakouská císařovna, uherská, chorvatská a česká královna
- Marie Ludovika Španělská (1745–1792) – římskoněmecká císařovna, královna česká, uherská, chorvatská, rakouská arcivévodkyně a velkovévodkyně toskánská
- Marie Luisa Alžběta Orleánská (1695–1719) – nejstarší dcera Filipa II. Orleánského
- Marie Luisa Habsbursko-Lotrinská (1791–1847) – vévodkyně z Parmy, Piacenzy a Guastally, pravnučka Marie Terezie
- Marie Luisa Parmská (1751–1819) – španělská královna, manželka Karla IV.Španělského
- Marie Luisa Savojská (1688–1714) – španělská královna manželka Filipa V. Španělského
- Marie Lucemburská (1305–1324) – sestra Jana Lucemburského a teta Karla IV.
- Marie Lucemburská (1472–1547) – hraběnka ze Soissons, Saint-Pol a Vendôme
- Luisa Marie Amélie Tereza Neapolsko-Sicilská (1773–1802) – neapolsko-sicilská princezna z rodu Bourbon-Obojí Sicílie a provdaná toskánská vévodkyně
- Marie Manrique de Lara y Mendoza (1538–1608) – španělská šlechtična, dvorní dáma budoucí císařovny Marie Španělské a manželka Vratislava II. z Pernštejna.
- Marie Medicejská (1575–1642) – francouzská a navarrská královna
- Marie Mercedes Bourbonsko-Sicilská (1910–2000) – hraběnka z Barcelony, Infantka Španělská, matka Juana Carlose I., krále Španělska (1975–2014)
- Marie Fjodorovna Nagaja (1553–1608) – ruská carevna, poslední manželka Ivana IV. Hrozného
- Marie Navarrská (1330–1347) – královna Aragonie, Valencie, Sardinie, Korsiky a Mallorky
- Marie Nikolajevna (1899–1918) – velkokněžna ruská
- Marie Nikolajevna Ruská (1819–1876) – vévodkyně z Leuchtenbergu
- Marie Pia Savojská (1847–1911) – portugalská královna
- Marie Portugalská – více osob, rozcestník
- Marie Rumunská (1900–1961) – královna Srbů, Chorvatů a Slovinců a Jugoslávie
- Marie de Sévigné (1626–1696) – francouzská šlechtična
- Marie Skuratovová-Bělská (1552–1605) – manželka ruského cara Borise Godunova, ruská carevna v letech 1598-1605
- Marie Srbská (?–po 1189) – dcera Uroše I. Rašského, srbského župana a sestra uherské královny Heleny, manželky Bély II. Slepého, moravská kněžna
- Marie Sofie Dánská (1847–1928) – dánská princezna a jako manželka cara Alexandra III. ruská carevna
- Marie Stuartovna (1542–1587) – skotská královna
- Marie Španělská (1528–1603) – římskoněmecká císařovna, česká, uherská a chorvatská královna
- Marie Štaufská (1201–1235) – brabantská vévodkyně, dcera římského krále Filipa Švábského a Ireny, dcery byzantského císaře Izáka II.
- Marie Tereza Habsburská (1638–1683) – francouzská a navarrská královna a manželka krále Ludvíka XIV.
- Marie Tereza Neapolsko-Sicilská (1772–1807) – vnučka Marie Terezie
- Marie Tereza Portugalská (1855–1944) – portugalská princezna pocházející z rodu Braganzy, sňatkem rakouská arcivévodkyně a manželka Karla Ludvíka Rakousko-Uherského
- Marie Tereza Rakouská-Este (1849–1919) – rakouská arcivévodkyně, princezna modenská, bavorská královna a manželka bavorského krále Ludvíka III.
- Marie Tereza Toskánská (1801–1855) – toskánská vévodská dcera a provdaná sardinsko-piemontská královna a savojská vévodkyně
- Marie Terezie Bourbonská (1778–1851) – vnučka Marie Terezie
- Marie Terezie Izabela Rakouská (1816–1867) – rakouská arcivévodkyně
- Marie Terezie Savojská (1694–1772) – česká šlechtična
- Marie Terezie Trani (1867–1909) – jediné dítě bavorské vévodkyně Matyldy a hraběte Ludvíka Trani
- Marie Tudorovna (1496–1533) – dcera anglického krále Jindřicha VII. Tudora a Alžběty z Yorku a sestra anglického krále Jindřicha VIII. Tudora
- Marie Valerie Habsbursko-Lotrinská (1868–1924) – rakouská arcivévodkyně, příslušnice Habsbursko-Lotrinské dynastie a provdaná do Rakousko-Toskánské větve Habsburků
- Marie Vetserová (1871–1889) – rakouská šlechtična a poslední milenka Rudolfa Habsburského
- Marie Viktorie dal Pozzo (1847–1876) – španělská královna a první manželka Amadea I.
- Marie Waldecko-Pyrmontská (1857–1882) – princezna württemberská a první manželka pozdějšího krále Viléma II. Württemberského
- Marie Žofie Falcko-Neuburská (1666–1699) – portugalská královna a druhá manželka Petra II.
- Marie Žofie Helena Beatrice Bourbonská (1786–1787) – princezna Francie a Navarry

### Političky
- Madeleine Albrightová (1937–2022) – americká politička, ministryně zahraničních věcí USA
- Marie Cacková (* 1965) – česká novinářka a politička
- Marie Čermáková (* 1925) – česká a československá politička
- Marie Černá (1920–?) – česká a československá politička
- Marie Čižinská (1891–1982) – československá politička a poslankyně Národního shromáždění za KSČ
- Marie Formanová (* 1930) – česká a československá politička
- Marie Hadačová (* 1953) – česká a československá politička KSČ a poslankyně Sněmovny lidu Federálního shromáždění za normalizace
- Marie Hánová (* 1950) – bývalá česká a československá politička KSČ a poslankyně Sněmovny lidu Federálního shromáždění za normalizace
- Marie Hejlová (1924–?) – česká a československá politička KSČ a poúnorová poslankyně Národního shromáždění ČSR a Národního shromáždění ČSSR a Sněmovny lidu Federálního shromáždění
- Marie Holatová (1921–?) – česká a československá politička KSČ a poúnorová poslankyně Národního shromáždění ČSSR, Sněmovny lidu Federálního shromáždění a České národní rady
- Marie Hrdličková (* 1947) – česká a československá bezpartijní politička z Uherskohradišťska, poslankyně FS za normalizace
- Marie Hrušková-Rozsypalová (1919–?) – česká a československá politička KSČ a poúnorová poslankyně Národního shromáždění ČSR
- Marie Churanová (* 1928) – česká a československá politička KSČ a poslankyně Sněmovny národů Federálního shromáždění za normalizace
- Marie Jarošová (1920–1998) – česká obyvatelka Lidic, československá politička KSČ, předsedkyně MNV obnovených Lidic, poslankyně Sněmovny národů Federálního shromáždění a poslankyně České národní rady za normalizace
- Marie Jurnečková-Vorlová (1894–1970) – československá politička a meziválečná poslankyně Národního shromáždění za Československou sociálně demokratickou stranu dělnickou
- Marie Kabrhelová (1925–2021) – česká komunistická funkcionářka
- Marie Kaplanová (1928–2014) – česká křesťanská aktivistka a politička
- Marie Kousalíková (* 1946) – česká místní politička
- Marie Králová (* 1942) – česká a československá politička
- Marie Kristková (* 1936) – česká agronomka, politička Zemědělské strany, poslankyně Sněmovny národů Federálního shromáždění po sametové revoluci a neúspěšná kandidátka na prezidenta ČSFR v roce 1992
- Marie Křížová (1908–?) – česká a československá politička
- Marie Machatá (* 1954) – bývalá česká politička
- Marie Matějková (1932–1981) – česká a československá politička
- Marie Meluzínová (* 1935) – česká politička
- Marie Miková (1920–2018) – česká politička
- Marie Müllerová (1905–?) – česká a československá politička
- Marie Návorková (* 1935) – česká a československá politička
- Marie Nedvědová (* 1956) – česká politička a právnička
- Marie Noveská (1953–1998) – česká politička
- Marie Pěnčíková (* 1979) – česká politička
- Marie Petrová (1914–?) – česká a československá politička
- Marie Plíšková (* 1946) – česká a československá politička
- Marie Rusová (* 1950) – česká právnička a politička
- Marie Růžičková (1914–?) – česká a československá politička
- Marie Řehková (* 1941) – česká politička a poslankyně
- Marie Sedláčková (1902–1983) – česká a československá politička
- Marie Sklenářová (1914–?) – česká a československá politička
- Marie Skuhrovcová (1908–1979) – česká a československá učitelka, politička a poválečná poslankyně Prozatímního Národního shromáždění za Československou stranu lidovou
- Marie Slámová-Kettnerová (1932–?) – česká a československá politička
- Marie Součková (* 1953) – bývalá ministryně zdravotnictví ČR
- Marie Stiborová (1950–2020) – česká vysokoškolská pedagožka a bývalá politička
- Marie Syrovátková-Palečková (1908–?) – česká a československá politička
- Marie Šachová (1913–?) – česká a československá politička
- Marie Šemberová (* 1947) – česká a československá politička
- Marie Šindlerová (1907–?) – česká a československá politička
- Marie Šplíchalová (1921–?) – česká a československá politička
- Marie Švermová (1902–1992) – česká a československá komunistická politička a manželka Jana Švermy
- Marie Tajovská (* 1942) – česká a československá politička
- Marie Trojanová (1899–1963) – česká a československá učitelka a politička
- Marie Trojanová (1906–1987) – poslankyně parlamentu z KSČ
- Marie Tumlířová (1889–1972) – československá agronomka a politička
- Marie Tvrzníková (1923–?) – česká a československá politička a poslankyně
- Marie Valášková (1899–?) – československá politička a meziváleční poslankyně
- Marie Vildová (* 1962) – česká politička
- Marie Vobecká (1889–1947) – česká politička
- Marie Vojtová (* 1932) – česká a československá politička
- Marie Vydrová (1851–1946) – česká a československá politička
- Marie Závacká (1924–2001) – česká a československá politička

### Umělkyně
- Marie Bittnerová (1854–1898) – česká herečka
- Marie Brožová (1901–1987) – česká herečka
- Marie Copps (* 1970) – česká módní návrhářka, výtvarnice a floristka
- Marie Čacká (1811–1882) – česká spisovatelka
- Marie Čermínová (1902–1980) – česko-francouzská malířka
- Marie Červinková-Riegrová (1854–1895) – česká spisovatelka, dcera Františka Ladislava Riegra a Marie Riegrové-Palacké
- Marié Digby (* 1983) – americká písničkářka, kytaristka a klavíristka
- Marie Doležalová (* 1987) – česká herečka
- Marie Drahokoupilová (* 1941) – česká herečka
- Marie Dresslerová (1868–1934) – kanadsko-americká herečka
- Marie Duboisová (1937–2014) – francouzská herečka
- Marie Dušková (1903–1968) – česká básnířka
- Marie Fredrikssonová (1958–2019) – švédská zpěvačka, skladatelka a pianistka
- Marie Gardavská (1871–1937) – česká malířka hanáckého folkloru
- Marie Gebauerová (1869–1928) – česká spisovatelka a překladatelka
- Marie Gillain (* 1975) – belgická herečka a glamour modelka
- Marie Glabazňová (1896–1980) – česká spisovatelka, učitelka a katolická básnířka
- Marie Glázrová (1911–2000) – česká herečka
- Marie Hlouňová (1912–2006) – česká houslistka a hudební pedagožka
- Marie Holková (1908–2002) – katolická učitelka, spisovatelka a pedagožka
- Marie Holubková (1892–1966) – česká spisovatelka, publicistka a folklóristka
- Marie Hoppe-Teinitzerová (1879–1960) – textilní a průmyslová výtvarnice, majitelka uměleckých textilních dílen
- Marie Horáková (* 1959) – česká herečka, hudebnice, režisérka a moderátorka
- Marie Hrušková (* 1939) – česká spisovatelka, scenáristka a pedagožka
- Marie Hübnerová (1865–1931) – význačná česká divadelní herečka počátku 20. století
- Marie Charousová-Gardavská (1893–1967) – česká autorka dětských knih
- Thit Jensenová (1876–1957) – nejpřekládanější a nejoblíbenější dánská spisovatelka
- Maria Jeritza (1887–1982) – operní pěvkyně, dramatická sopranistka
- Marie Kalašová (1854–1937) – česká spisovatelka a překladatelka z italštiny, francouzštiny a němčiny
- Marie Karenová (* 1950) – česká malířka, restaurátorka a fotografka
- Marie Kodovská (1912–1992) – česká naivní malířka a básnířka
- Marie Kornelová (1909–1978) – česká spisovatelka a překladatelka
- Marie Kremerová (* 1940) – česká operní pěvkyně-sopranistka
- Marie Křivánková (1883–1936) – česká designérka šperku a úřednice pražské zlatnické firmy období pozdní secese a moderny
- Marie Kubátová (1922–2013) – česky píšící spisovatelka a dramatička
- Marie Kyselková (1935–2019) – česká manekýrka a herečka
- Marie Kyzlinková (1889–1969) – česká publicistka a spisovatelka
- Marie Laudová (1869–1931) – česká herečka
- Marie Laurencin (1883–1956) – francouzská malířka a básnířka
- Marie Louise Hartman (* 1959) – americká pornoherečka, režisérka a spisovatelka
- Marie Magdalene Dietrich (1901–1992) – německo-americká herečka a zpěvačka německého původu
- Marie Majerová (1882–1967) – česká spisovatelka
- Marie Marčanová (1892–1979) – česká překladatelka z ruštiny a ukrajinštiny
- Marie Marešová (1922–2003) – česká herečka, neteř herce Františka Kováříka
- Marie Martínková (1890–1978) – česká herečka
- Marie Michlová (* 1989) – česká spisovatelka
- Marie Mlynářová (1943–1985) – česká akademická sochařka a šperkařka
- Marie Motlová (1918–1985) – česká herečka
- Marie NDiaye (* 1967) – francouzská spisovatelka a dramatička
- Marie Ondříčková (1870–1957) – česká houslistka, klavíristka a učitelka hudby
- Marie Párová (1947–2015) – italská muzikálová a operní zpěvačka a herečka českého původu
- Marie Petzoldová-Sittová (1852–1907) – operní pěvkyně, sopranistka a přední členka Národního divadla v Praze
- Marie Pilátová (1921–2015) – česká herečka
- Marie Podvalová (1909–1992) – česká operní pěvkyně
- Marie Poledňáková (1941–2022) – česká scenáristka, režisérka a podnikatelka
- Marie Pospíšilová (1862–1943) – česká herečka
- Marie Ptáková (1873–1953) – česká herečka
- Marie Pujmanová (1893–1958) – česká spisovatelka a novinářka
- Marie Retková (* 1956) – rozhlasová a televizní moderátorka
- Marie Rosůlková (1901–1993) – česká herečka
- Marie Rottrová (* 1941) – česká zpěvačka
- Marie Rýdlová (1884–1971) – česká herečka
- Marie Ryšavá (1831–1912) – česká herečka
- Marie Skálová (1924–1996) – česká spisovatelka
- Marie Spurná (1862–1911) – česká herečka
- Marie Spurná (1949–2015) – česká herečka
- Marie Stachová (1907–1989) – česká fotografka
- Marie Stryjová (1931–1977) – česká spisovatelka
- Marie Svobodová (1871–1960) – česká herečka
- Marie Šechtlová (1928–2008) – česká fotografka
- Marie Tauerová (1896–1981) – knihovnice, sochařka a překladatelka z perštiny a arabštiny
- Marie Tomášková-Dytrychová (* 1943) – česká zvonařka
- Marie Tomášová (* 1929) – česká herečka
- Marie Vaculíková (1925–2020) – česká spisovatelka
- Marie Vášová (1911–1984) – česká herečka
- Marie Versini (1940–2021) – francouzská herečka
- Marie von Ebner-Eschenbachová (1830–1916) – rakouská spisovatelka píšící v českých zemích
- Marie Votrubová-Haunerová (1878–1957) – česká básnířka, dramatička a překladatelka z italštiny, angličtiny, španělštiny a ruštiny
- Marie Wagnerová-Černá (1887–1934) – česká učitelka a spisovatelka
- Marie Wagnerová-Kulhánková (1906–1983) – česká sochařka, manželka sochaře Josefa Wagnera
- Marie Waltrová (1897–1978) – česká herečka
- Mae West (1893–1980) – rodným jménem Marie Jane West, americká tanečnice, herečka, dramatička, scenáristka, textařka a spisovatelka
- Marie Wichnerová (* 1946) – česká akademická sochařka a medailérka
- Marie Zachovalová (1981–2008) – česká fotografka
- Mařenka Zieglerová (1881–1966) – slavná operetní heroina a herečka
- Máňa Ženíšková (1909–1982) – česká herečka

### Vědkyně
- Marie Zdeňka Baborová-Čiháková (1877–1937) – česká botanička a zooložka, první žena v českých zemích, která získala titul doktorky filozofie
- Marie Bláhová (* 1944) – česká historička
- Marie Curie-Skłodowská (1867–1934) – významná vědkyně polského původu, nositelka Nobelovy ceny
- Marie Gawrecká (* 1954) – česká historička
- Marie Hušková (* 1942) – česká matematička a matematická statistička
- Marie Janečková (* 1949) – česká vysokoškolská učitelka a jazykovědkyně, zaměřením bohemistka
- Marie Krčmová (1940–2023) – česká lingvistka a bohemistka
- Marie Marečková (* 1942) – česká univerzitní profesorka, odbornice na slovenské dějiny, právní historii a latinský jazyk
- Marie Montessori (1870–1952) – všestranná italská pedagožka, filozofka a vědkyně
- Marie Ryantová (* 1964) – česká historička a archivářka
- Marie Schenková (* 1938) – česká historička
- Marie Stopesová (1880–1958) – britská paleobotanička, bojovnice za ženská práva a propagátorka antikoncepce
- Marie Vachková (* 1954) – česká germanistka
- Marie Válková (1901–1977) – česká archivářka
- Marie Valtrová (* 1949) – česká divadelní historička a publicistka
- Marie Zápotocká (1931–2021) – česká archeoložka

### Sportovkyně
- Marie Bouzková (* 1998) – česká tenistka
- Marie-Laure Brunetová (* 1988) – francouzská biatlonistka
- Marie Collonvilléová (* 1973) – bývalá francouzská atletka
- Marie Dorinová Habertová (*1986) – francouzská biatlonistka
- Marie Hrachová (* 1963) – česká sportovkyně, stolní tenistka
- Marie Kettnerová (1911–1998) – česká stolní tenistka
- Marie Kovářová (1927–2023) – česká sportovní gymnastka a olympijská vítězka
- Marie Pinterová (* 1946) – bývalá československá profesionální tenistka maďarské národnosti
- Marie Pospíšilová (* 1944) – bývalá československá atletka
- Marie Sebagová (* 1986) – francouzská šachistka
- Marie Sýkorová (1952–2018) – bývalá československá pozemní hokejistka
- Marie Větrovská (1912–1987) – československá sportovní gymnastka
- Marie Zahoříková (* 1943) – československá hráčka basketbalu

### Ostatní
- Marie Benešová (* 1948) – česká právnička
- Marie Bohatá (* 1948) – bývalá předsedkyně Českého statistického úřadu
- Marie Goretti Boltnarová (1934–2022) – česká katolická řeholnice, boromejka a místopředsedkyně Nadace Dobré dílo sester sv. Karla Boromejského
- Marie Bonapartová (1882–1962) – francouzská spisovatelka a psychoanalytička, dcera Luciena Bonaparte
- Marie Fantová (1893–1963) – česká novinářka a překladatelka angličtiny
- Marie Formáčková (* 1952) – novinářka na volné noze
- Marie Frommer (1890–1976) – německá architektka
- Marie Goretti (1890–1902) – italská panna a mučednice
- Marie Holubová (1899–1953) – manželka čtvrtého československého prezidenta Klementa Gottwalda
- Marie Háchová (1873–1938) – manželka třetího československého prezidenta Emila Háchy
- Marie Haisová (* 1951) – ekologická a feministická aktivistka, lektorka a publicistka
- Marie Vojtěcha Hasmandová (1914–1988) – moravská katolická řeholnice, generální představená Kongregace Milosrdných sester sv. Karla Boromejského (1970–1988)
- Marie Chytilová (1882–1959) – manželka malíře Alfonse Muchy
- Marie Jančáková (1887–1959) – zakládající členka Spolku sběratelů a přátel exlibris, přítelkyně malíře a grafika Josefa Váchala a Františka Tichého
- Marie Janků-Sandtnerová (1885–1946) – česká učitelka, autorka kuchařských příruček a propagátorka zdravé výživy
- Marie Jirásková – více osob, rozcestník
- Marie Helena Knajblová (1888–1961) – česká učitelka a řeholnice
- Marie Koldinská (* 1971) – česká historička, spisovatelka a publicistka
- Marie Kovalová (1911–1999) – osoba pronásledovaná a vězněná komunistickým režimem v 50. letech 20. století, katolická aktivistka a pořadatelka podzemních duchovních seminářů v období normalizace
- Marie Kratochvílová – více osob, rozcestník
- Marie Rút Křížková (1936–2020) – česká literární historička a novinářka
- Marie Kudeříková (1921–1943) – studentka aktivní za druhé světové války v komunistickém domácím odboji
- Marie Ljalková (1920–2011) – česká odstřelovačka a zdravotnice
- Marie Luv (* 1981) – americká pornoherečka
- Marie Iljinična Miloslavská (1625–1669) – ruská carevna
- Marie Moravcová (1898–1942) – členka Dobrovolných sester Československého červeného kříže
- Marie Muchmoreová (1909–1990) – významná svědkyně atentátu na Johna F. Kennedyho
- Marie Nikiforová (1885–1919) – vůdkyně anarchistických partyzánů, členka místních ukrajinských anarchistických skupin
- Marie Nováková – více osob, rozcestník
- Marie Eliška Pretschnerová (1911–1993) – česká řeholnice
- Marie Provazníková (1890–1991) – náčelnice Sokola
- Marie Magda Rezková (1895–1982) – důležitá spolupracovnice odbojové skupiny kolem Tří králů
- Marie Riegrová-Palacká (1833–1891) – česká filantropka
- Marie Steyskalová (1862–1928) – pedagožka
- Marie Svatošová (* 1942) – česká lékařka, spisovatelka a publicistka
- Marie Tůmová (1867–1925) – učitelka a ředitelka měšťanské školy dívčí na Žižkově
- Marie Turková – více osob, rozcestník
- Marie Vágnerová (* 1946) – česká psycholožka
- Marie Záhořová-Němcová (1885–1930) – česká pedagožka, vnučka Boženy Němcové
- Marie Zápotocká (1890–1981) – manželka pátého československého prezidenta Antonína Zápotockého

## Muži
Ve francouzštině se může jednat i o mužské křestní jméno, téměř výhradně však jako součást složených (víceslovných) křestních jmen, např.:
- Marie François Sadi Carnot (1837–1894) – francouzský politik
- Marie Jules César Savigny (1777–1851) – francouzský zoolog a botanik
- Jean-Marie Le Pen (* 1928) – francouzský politik

## Jiné Marie
- Princezna Maruška z filmové pohádky Byl jednou jeden král
- Maryčka Magdonova
- pradlenka Madlenka z televizní pohádky O štěstí a kráse
- princezna Marion z televizní pohádky O štěstí a kráse
- Madla Satranová z filmu Madla zpívá Evropě
- Marie Potocká – opera
- Marie Šebková z filmu Pelíšky
- Marie Škopková z filmů Slunce, seno, jahody, Slunce, seno a pár facek a Slunce, seno, erotika
- Maruška z pohádky O dvanácti měsíčkách
- Mařenka z pohádky O perníkové chaloupce
- lékařka Marie Pokorná ze seriálu Ordinace v růžové zahradě
- Marjánka Klofátová z pohádky Dařbuján a Pandrhola
- Maryša – dramatická divadelní hra-tragédie Aloise a Viléma Mrštíkových z roku 1894
- sládková Maryška z filmu Postřižiny
- Manka z večerníčku O loupežníku Rumcajsovi
- Mánička (* 1930) – loutková postavička vystupující v představeních Divadlo Spejbla a Hurvínka
- Marie ze sbírky Kytice, kompozice Štědrý den
- Marie Brožová z filmu Kolja
- servírka Mařenka ze seriálu Hospoda
- děvečka Mařenka z pohádky Honza málem králem
- Mařenka Hermanová z pohádky Arabela
- svatá Marie z pohádky Anděl Páně
- Máňa Hujerová z filmu Marečku, podejte mi pero!
- Marie Kelišová neboli Keliška z filmu Slunce, seno, jahody, Slunce, seno a pár facek a Slunce, seno, erotika
- zdravotní sestra Maruš z filmu Kameňák
- Majka z kresleného seriálu Muminci
- Včelka Mája
- Marie Koudelková z filmu Holky z porcelánu

## Jména v cizích jazycích
- Miren: baskicky
- Marika: maďarsky
- Mária: slovensky, maďarsky
- Marie: německy, anglicky, švédsky, francouzsky
- Maria: německy, anglicky, dánsky, italsky, španělsky, portugalsky
- Mareike: německy
- Maren: dánsky
- Mary: anglicky
- Marie, Marion: francouzsky[4]
- Moira: skotsky, irsky
- Mariya: rusky, bulharsky, ukrajinsky
- Marilla: italsky
- Mairi, Maire: irsky, skotsky
- Maura: irsky
- Mia: nizozemsky
- Mai: švédsky
- Malia: havajsky
- Maryia: bělorusky